# 上罗斯巴赫
上罗斯巴赫是德国莱茵兰-普法尔茨州的一个市镇。总面积2.81平方公里，总人口343人，其中男性196人，女性147人（2011年12月31日），人口密度122人/平方公里。